# Rio Buricá
O rio Buricá é um curso de água do estado do Rio Grande do Sul, pertencente à Bacia Hidrográfica dos Rios Turvo, Santa Rosa e Santo Cristo.
Sua nascente está localizada na localidade de As Brancas, interior do município de Chiapeta. Banha os municípios de Chiapeta, Inhacorá, Alegria, Independência, São José do Inhacorá, Três de Maio, Boa Vista do Buricá, Nova Candelária, Horizontina, Crissiumal e Doutor Maurício Cardoso, onde deságua no Rio Uruguai. O seu principal afluente é o Rio Inhacorá, destacando-se também o Rio Reúno, o Lajeado Cachoeira, o Lajeado Caneleira, o Lajeado Manchinha, o Lajeado Caúna, o Lajeado Barrinha e o Lajeado Mato Queimado.  

## Turismo
O Buricá é um grande palco de turismo, que ganha tona na região noroeste, através de balneários e as chamadas "prainhas", onde ele forma areias, não brancas, como a dos oceanos, mas um tom cinzento.[carece de fontes?]
Um importante ponto de turismo desta região é a sua cascata, localizada no distrito de Cascata do Buricá, no município de Horizontina, a 20 km da sede, onde se encontra um balneário administrado pela prefeitura municipal.[carece de fontes?] Nesta parte, há uma boa estrutura para a prática de camping.